# 宮城県道219号白沢停車場線

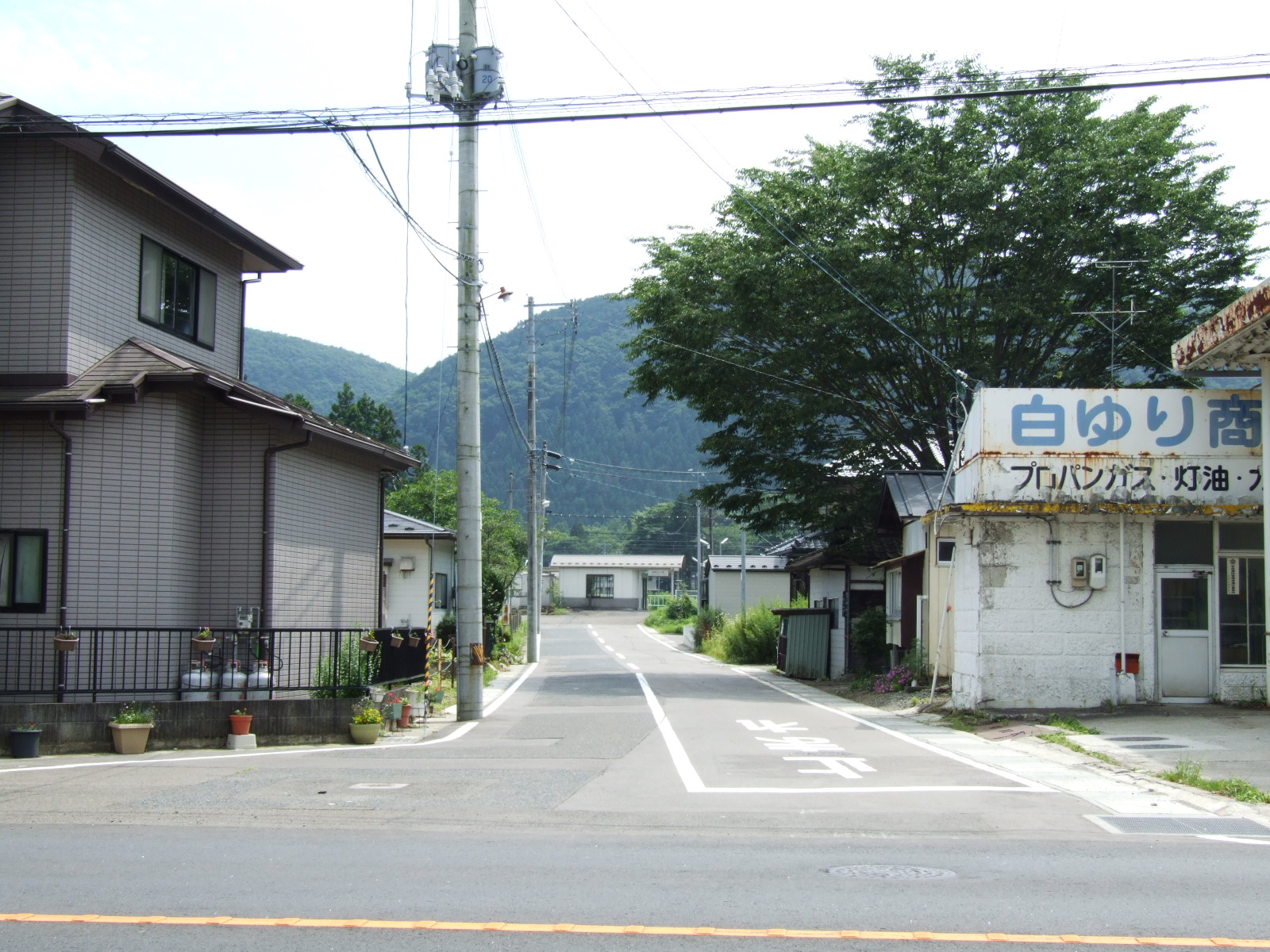
国道48号から駅を見通す（2006年）

宮城県道219号白沢停車場線（みやぎけんどう219ごう しらさわていしゃじょうせん）は、宮城県仙台市青葉区にあるJR仙山線 陸前白沢駅と国道48号とを結ぶ一般県道である。

## 路線概要
- 実延長：約90 m
- 起点：陸前白沢駅
- 終点：宮城県仙台市青葉区上愛子

## 通過する自治体
- 宮城県
  - 仙台市
    - 青葉区

## 接続する道路
- 国道48号